# Salsola smithii
Salsola smithii är en amarantväxtart som beskrevs av Viktor Petrovitj Botjantsev. Salsola smithii ingår i släktet sodaörter, och familjen amarantväxter. Inga underarter finns listade i Catalogue of Life.